# محمد حسين الصغير
محمد حسين الصغير (1940 - 2023) هو عالم مسلم شيعي عراقي، وأحد الشعراء في العراق. التحق بالحوزة العلمية في النجف عام 1952، وأكمل دراسته في البحث الخارج (مرحلة الدراسات العليا في الحوزة) عند المرجع أبو القاسم الخوئي. حصل على جائزة الرئيس جمال عبد الناصر للدراسات العليا في جامعة القاهرة عام 1969. أكمل دراسته العليا في جامعة القاهرة وجامعة بغداد وجامعة درم البريطانية. حصل على الدكتوراه في الآداب بدرجة الامتياز ودرجة الشرف الأولى عام 1979. حصل على درجة الأستاذية (البروفيسور) عام 1988، كما أنه مؤسس الدراسات العليا في جامعة الكوفة، وقد حصل منها على مرتبة الأستاذ الأول عام 1993، كما حصل على مرتبة الأستاذ الأول المتمرس عام 2001. أشرف وناقش أكثر من 257 رسالة ماجستير ودكتوراه في الدراسات القرآنية والأصولية والحديثية والبلاغية والنقدية.

## حياته وتعليمه
ولد محمد الصغير في مدينة النجف عام 1940م، وحصل على الدكتوراه في الآداب من جامعة بغداد عام 1979، وشهادة البرفيسور عام 1998، وأيضًا حصل على مرتبة الأستاذ الأول عام 1993 والأستاذ الأول المتمرس عام 2001، من جامعة الكوفة، إذ يعد الدكتور الصغير مؤسس الدراسات العليا فيها عام 1988، كما أشرف وناقش أكثر من 257 رسالة ماجستير ودكتوراه في الدراسات القرآنية والأصولية والحديثية والبلاغية والنقدية، ولم ينقطع الصغير عن دراسته الحوزوية فدرس مقدمات العلوم الدينية والعربية على يد الشيخ هادي القرشي وكان يحضر أبحاث السيد أبو القاسم الخوئي في الفقه والأصول، كما كان له نشاط سياسي ومواقف وطنية وقف فيها مع مبادئ الإسلام وحقوق الشعب وتعرض للسجن من قبل الحكومات العراقية المتعاقبة، شارك في العديد من المؤتمرات العلمية منها المؤتمر العلمي الأول لكلية الفقه والمؤتمر الخاص بالشريف الرضي، وله مؤلفات كثيرة تجاوزت الخمسون بحثًا علميًا وخمسة والعشرون مؤلفًا في مختلف موضوعات العلوم والآداب والدين، ويعد من أبرز الشخصيات الدينية والعلمية النجفية في الوقت المعاصر ذات شهرة في العراق وبعض البلدان الأخرى.

## المؤلفات والبحوث العلمية
أصدر أكثر من ستين بحثاً علمياً وثلاثين مؤلفاً، ومنها:

#### علوم القرآن
| التسلسل | الكتاب                                               | الناشر                     | تاريخ النشر |
| ------- | ---------------------------------------------------- | -------------------------- | ----------- |
| 1       | المبادئ العامة لتفسير القرآن الكريم.                 | دار المؤرخ العربي - بيروت. | –           |
| 2       | أصول البيان العربي في ضوء القرآن الكريم.             | دار المؤرخ العربي - بيروت. | 1999 م      |
| 3       | تطور البحث الدلالي "دراسة تطبيقية في القرآن الكريم". | دار المؤرخ العربي - بيروت. | 1999 م.     |
| 4       | المستشرقون والدراسات القرآنية.                       | دار المؤرخ العربي - بيروت. | 1999 م.     |
| 5       | نظرات معاصرة في القرآن الكريم.                       | دار المؤرخ العربي - بيروت. | 1999 م.     |
| 6       | مجاز القرآن.                                         | دار المؤرخ العربي - بيروت. | –           |
| 7       | موسوعة الدراسات القرآنية.                            | —                          | —           |
| 8       | تاريخ القرآن                                         | دار المؤرخ العربي - بيروت  | 1999        |

#### علوم اللغة العربية
| التسلسل | الكتاب                                           |
| ------- | ------------------------------------------------ |
| 1       | أصول البيان العربي "رؤية بلاغية معاصرة".         |
| 2       | علم المعاني "بين الأصل اللغوي والموروث البلاغي". |
| 3       | نحو التجديد في دراسات الدكتور الجوارى.           |
| 4       | الصوت اللغوي في القرآن الكريم.                   |

#### عقائد دينية
- فقه الحضارة.
- الفكر الإمامي من النص حتى المرجعية.
- سبعون مسألة مهمة في الصيام.
- رحلة الإنسان من عالم الذر حتى حياة البرزخ.

#### السير والتراجم
- موسوعة أهل البيت الحضارية. يضم 12 مجلدًا لكل منه موضوع عن أهل البيت.
- أساطين المرجعية العليا في النجف.
- قادة الفكر الديني والسياسي في النجف.

#### الشعر
- ديوان شعر محمد حسين الصغير.
- ديوان أهل البيت.
- فلسطين في الشعر النجفي.
- تمهيد في الشعر الجاهلي وصدر الإسلام.

#### التاريخ
- المرجعية الدينية العليا في النجف مسيرة ألف عام.
- المُثل العليا في تراث أهل البيت الحضاري.

#### كتب أخرى
- انفجار الحقيقة.
- نوادر وطرائف.
- هكذا رأيتهم.

## وفاته
توفاه الله في 9 يناير المصادف يوم الإثنين من العام 2023 بعد صراع طويل مع مرض ودخوله في غيبوبة كاملة استمرت لثلاثة أيام حيث توفي على إثرها.